# Дубровин, Владимир Дмитриевич
Влади́мир Дми́триевич Дубро́вин (14 июля 1855, Санкт-Петербург — 20 апреля 1879) — русский революционер-народник, подпоручик русской армии.

## Биография
- 1872 год — поступает в Кронштадтское морское техническое училище; затем учится в Рижском юнкерском училище.
- 6 июля 1877 года — произведён в прапорщики.
- 20 марта 1878 года — произведён  в подпоручики. Служил в 86-м пехотном Вильманстрандском полку, расположенном в Старой Руссе. Участник революционного кружка в Петербурге (А. Малиновская и др.); организатор одного из трёх первых военно-революционных кружков в русской армии, возникших в 1877—1878 годах; стремился создать военную террористическую организацию. Находился под негласным наблюдением военного начальства ввиду переписки его с революционными деятелями.
- 16 декабря 1878 года — на квартире Дубровина в Лебедевом переулке (Старая Русса) произведен обыск, Дубровин оказал вооружённое сопротивление. Найдены революционная литература и оружие.
- 22 февраля 1879 года — заключён в Петропавловскую крепость и предан суду.
- 13 апреля 1879 года — приговорён Петербургским военно-окружным судом к смертной казни.
- 20 апреля 1879 года — повешен на валу Иоанновского равелина Петропавловской крепости в присутствии роты 86-го Вильманстрандского полка, в которой В. Д. Дубровин служил.

1. Завещаю всем честным людям поддерживать и распространять правду. 

2. Завещаю всем честным людям заступаться за угнетённых, 

и 3. Завещаю всем честным людям отомстить всем тем, из-за которых пролита была многих невинная кровь. 

## Память
Именем В. Д. Дубровина назван переулок в Старой Руссе, ранее носивший название Лебедева переулка.
Стихотворение "Дубровин на исповеди" ("В тюрьме, пред казнию, удалый террорист/Попу-духовнику в глаза глядел сурово...") русского поэта-народовольца П.Безобразова (Прокопия Васильевича Григорьева), опубликованное в «Правде». Женева. 1882, 19 дек., № 14; а также Григорьев П. В. Стихотворения. Париж, 1883